# Laurel (Maryland)
Laurel és una població dels Estats Units a l'estat de Maryland. Segons el cens del 2000 tenia 19.960 habitants.

## Demografia
Segons el cens del 2000, Laurel tenia 19.960 habitants, 8.931 habitatges, i 4.635 famílies. La densitat de població era de 2.038,8 habitants per km².
Dels 8.931 habitatges en un 26,7% hi vivien nens de menys de 18 anys, en un 33,9% hi vivien parelles casades, en un 13,3% dones solteres, i en un 48,1% no eren unitats familiars. En el 37,4% dels habitatges hi vivien persones soles el 5,2% de les quals corresponia a persones de 65 anys o més que vivien soles. El nombre mitjà de persones vivint en cada habitatge era de 2,22 i el nombre mitjà de persones que vivien en cada família era de 2,97.
Per edats la població es repartia de la següent manera: un 22% tenia menys de 18 anys, un 8,6% entre 18 i 24, un 42,9% entre 25 i 44, un 19,7% de 45 a 60 i un 6,7% 65 anys o més.
L'edat mediana era de 34 anys. Per cada 100 dones de 18 o més anys hi havia 90,3 homes.
Entorn del 4,3% de les famílies i el 6,4% de la població estaven per davall del llindar de pobresa.

## Poblacions més properes
El següent diagrama mostra les poblacions més properes.